# Spiegelzaal (radioprogramma)
Spiegelzaal was een wekelijks radioprogramma op NPO Klassiek, ooit bedacht als een voorprogramma van Het Zondagochtend Concert tussen 1994 en 2023.
Het programma bood elke week liveoptredens van uiteenlopende musici en gasten in de gelijknamige concertzaal. Het gold als een opstap voor klassieke musici naar de grote(re) podia. Het programma werd live vanuit het Concertgebouw in Amsterdam op de radio uitgezonden, vooraf aan het programma 'Het Zondagochtend Concert' met toen nog dezelfde presentator Hans van den Boom. Op 1 januari 2024 stopte het programma, maar niet zonder een petitie.